# Вип
Вип (VI век) — святая из Корнуолла. День памяти — 1 июля.
Св. Вип (Veep, Veepus), или Випу (Veepu), или Веннапа (Wennapa), или Випи (Veepy), или Вимп (Wimp), дочь Кау (Cow), вождя с севера Британии, и сестра св. Самсона Йоркского, ушла на юг от пиктов, где в честь неё было названо село Сент-Вип (St Veep). Также имеется мнение, что она была из семьи короля Брихана (Brychan) из Брихейниога (Brycheiniog).